# Nigerpass
Nigerpass (tal. Passo Nigra; njem. Nigerpass) (1688 m) je visoki planinski prijevoj u Dolomitima u pokrajini Bocen u Italiji.
Povezuje Tierser Tal s prijevojem Karerpass. Prijevoj se nalazi ispod masiva Rosengarten i graniči s prirodnim rezervatom Schlern. Prijevoj je izgrađen 1957. godine i ima najveći nagib od 24%, što ga čini najstrmijim prijevojem u Italiji. Ipak je otvoren tijekom cijele godine.

## Vanjske poveznice
|  | Zajednički poslužitelj ima još gradiva o temi Nigerpass |